# Svébořice
Svébořice (německy Schwabitz, Schwabic) jsou zaniklá vesnice a část města Ralsko v okrese Česká Lípa. Nachází se osm kilometrů severně od Kuřívod a šest kilometrů východně od Mimoně, v bývalém vojenském prostoru Ralsko. Svébořice jsou také katastrální území o rozloze 28,40 km². Původní katastrální území zaniklé vesnice mělo asi poloviční rozlohu.
Původní obec, podle které je nazváno katastrální území, byla vysídlena a zrušena v důsledku vzniku vojenského výcvikového prostoru. Na katastru je též část obory Židlov a Řízená skládka odpadů Svébořice (středisko na zpracování odpadů). Územím protéká Svébořický potok, který zde napájí několik současných a několik víceméně zaniklých rybníků. Prochází tudy silnice z  Mimoně, pokračující jako účelová komunikace do Osečné.

## Historie

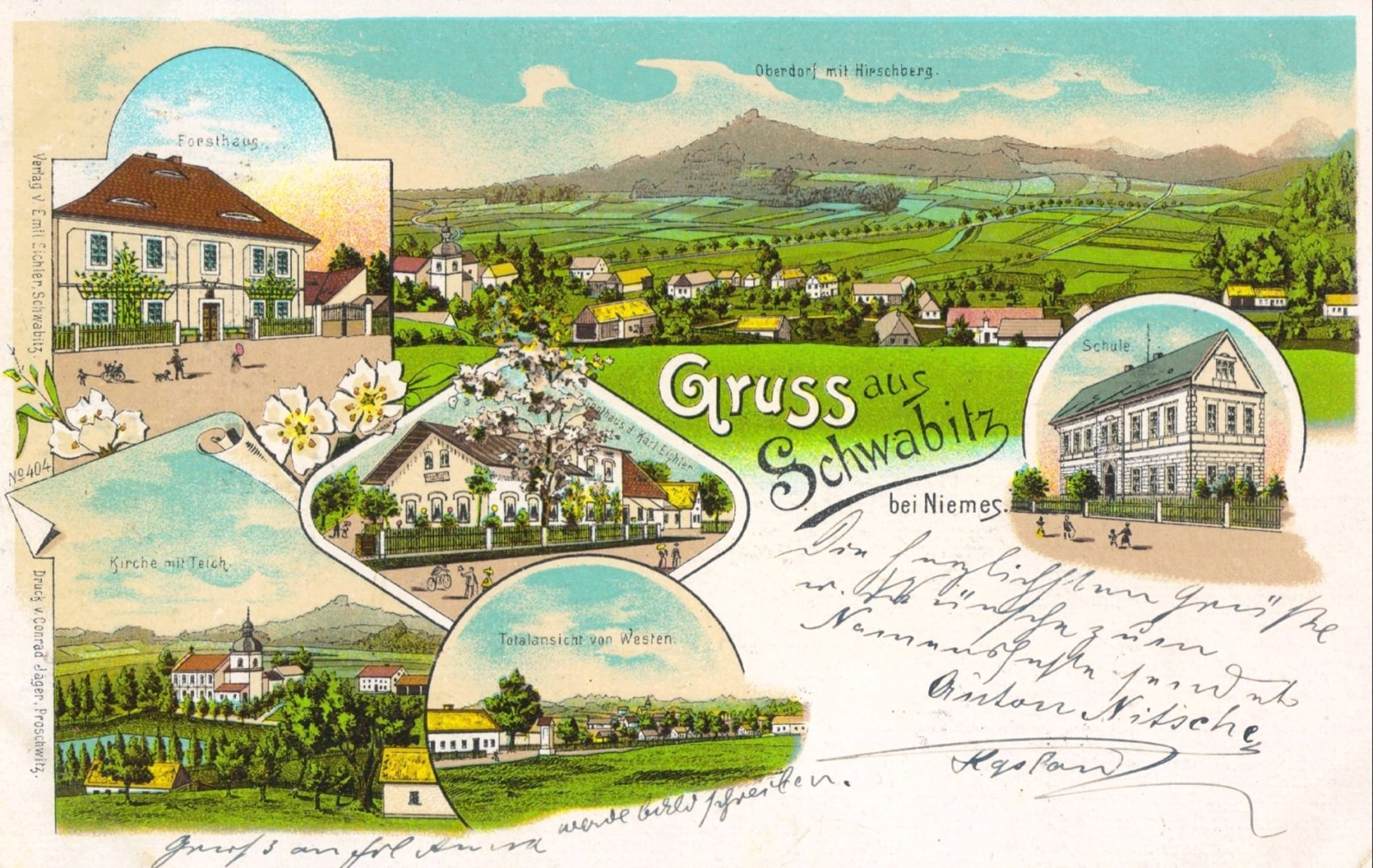
Stavby ve Svébořicích na pohlednici z roku 1901

První písemná zmínka o Svébořicích pochází z roku 1325, kdy vesnici prodal Soběhrd ze Stakor bratrům Václavovi, Janovi a Benešovi z Vartenberka, v té době sídlících na Děvíně. Vartenberkové zůstali vlastníky Svébořic asi sto let. Byli patrony svébořického kostela.
Z Mimoně vedla do Svébořic poutní cesta lemovaná patnácti výklenkovými kaplemi s vyobrazením růžencových tajemství. Ve středověku se v okolí vesnice dobývala železná ruda.
V roce 1921 byl ve vsi farní úřad. Četnická stanice byla ve Stráži pod Ralskem. Zdravotní obvod, pošta, telegraf byly v Mimoni (7,5 km). Stejně tak železniční stanice (8,25 km).
Vesnice se rozprostírala směrem z východu na západ podél Svébořického potoka. Hlavní dopravní tepnou byla cesta z Mimoně, která procházela celou obcí. Kromě obytných domů a statků zde byly kostel, škola, hostinec a koupaliště v jednom z rybníků.
Katastrálně ke Svébořicím patřil také velký zemědělský dvůr Ostrov (Sperning). Nacházel se asi 1,5 kilometru severovýchodně a choval se v něm skot a koně. Několik desítek metrů od dvora, nad příkrou strání, se nachází vodní betonová nádrž. Jedná se o největší betonovou nádrž v zaniklých obcích Ralska.
Po září 1938 byli vysídleni někteří čeští obyvatelé, stejně jako z  ostatních obcí spadajících do tehdejších Sudet, postoupených Německu. Po roce 1945 došlo k odsunu Němců. V roce 1946 se vznikem vojenského výcvikového prostoru Ralsko obec Svébořice zanikla.
V dolní části zaniklé obce se nachází pozůstatky vojenských budov zanechaných zde Sovětskou armádou, která vojenský prostor využívala v letech 1968 až 1991.

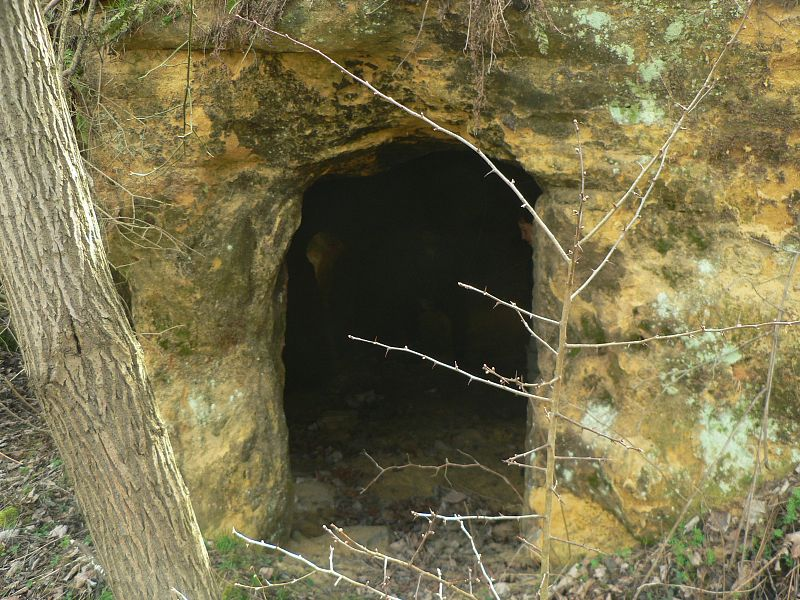
Sklep vyhloubený ve skále

Na území vsi se dochovaly dvě stavby v žalostném stavu, malá vodárna v blízkosti rybníka, ve které je pramen vody a stará betonová vodárenská nádrž. V centru bývalé obce byla za dob VVP zřízena střelnice RPG, proto je tato část zcela zdevastovaná. Komunikace zcela splynuly s okolním terénem. Dříve udržované koryto Svébořického potoka bylo desítky let zaneseno. Potok tu následně vytvořil rozsáhlé mokřady a jeho koryto bylo znovu vyhloubeno a narovnáno až v roce 2007 Vojenskými lesy a statky (též byl vyčištěn jeden rybník a byla mu zpevněna hráz). Ve východní části obce se nacházejí výraznější pozůstatky staveb. V těchto místech neprobíhal intenzivní vojenský výcvik. Jsou zde znatelné rozvaliny zdí bývalých statků. Je zde větší množství sklepů, které jsou dobře přístupné.
V červenci 2013 bylo u Svébořic uspořádáno vojenské cvičení a hra, 10. ročník akce Protector, v níž jsou simulovány podmínky našich vojáků v Afghánistánu.

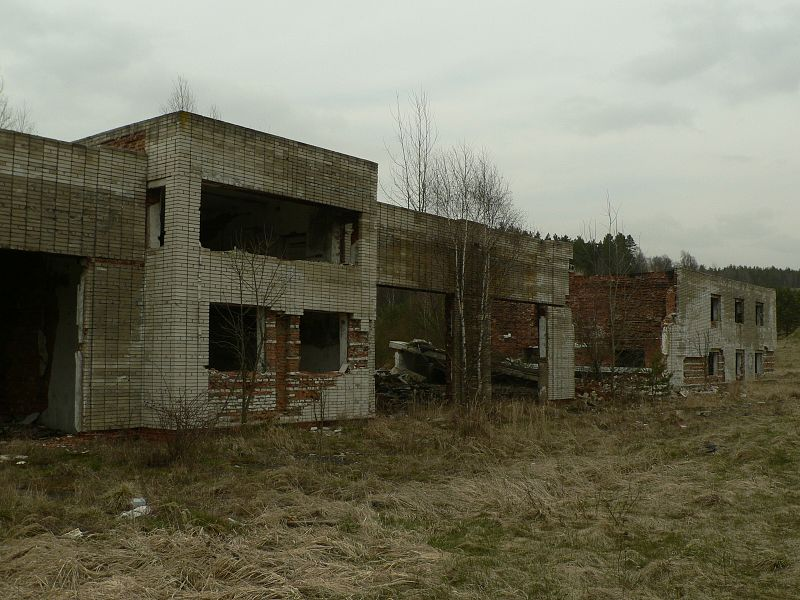
Zchátralé budovy Sovětské armády

Na podzim 2013 projevila Česká armáda zájem u Svébořic obnovit pěchotní střelnici. Koncem roku 2014 s tímto záměrem počítalo město Ralsko ve svém územním plánu.

## Obyvatelstvo
V roce 1921 měla obec Svébořice 141 domů a 615 obyvatel, z toho 32 Čechů a 577 Němců. Dalších šest obyvatel bylo nezjišťované národnosti.
Obyvatelé Svébořic žijí pouze na izolované zemědělské farmě Pavlin Dvůr (též Pavlín Dvůr či Pavlín), která má status ulice (UVP) Svébořic a leží asi 3,5 kilometru západně od bývalých Svébořic.
| Rok            | 1869  | 1880  | 1890  | 1900  | 1910  | 1921  | 1930 | 1950 | 1961 | 1970 | 1980 | 1991 | 2001 | 2011 | 2021 |
| -------------- | ----- | ----- | ----- | ----- | ----- | ----- | ---- | ---- | ---- | ---- | ---- | ---- | ---- | ---- | ---- |
| Počet obyvatel | 1 365 | 1 232 | 1 082 | 1 039 | 1 067 | 1 006 | 976  | 5    | 0    | 0    | 0    | 0    | 1    | 7    | 17   |
| Počet domů     | 233   | 229   | 238   | 240   | 239   | 236   | 242  | 0    | 0    | 0    | 0    | 0    | 3    | 5    | 5    |

## Pamětihodnosti
- Kostel Nanebevzetí Panny Marie
- V katastrálním území leží přírodní památky Jelení vrchy, Ralsko, Stohánek a Vranovské skály.
- Na vrchu Stohánek se dochovaly nepatrné pozůstatky stejnojmenného hradu. Na vrchu Doubek stál kolem roku 1400 dřevěný hrad neznámého jména.[14]
- Do katastru Svébořice patří i jižní část hradu Ralsko, včetně hlavní hranolové věže.

## Osobnosti
Ve vsi se narodil notář a politik Jaroslav von Rilke i jeho bratr Josef, jehož synem byl básník Rainer Maria Rilke.